# Livilla poggii
Livilla poggii är en insektsart som först beskrevs av Cesare Conci och Tamanini 1984.  Livilla poggii ingår i släktet Livilla och familjen rundbladloppor. Inga underarter finns listade i Catalogue of Life.